# Joaquín Rivas
Joaquín Antonio Rivas Navarro (Santa Ana, El Salvador; 26 de abril de 1992) es un futbolista salvadoreño. Juega de delantero y su equipo actual es el El Paso Locomotive FC de la USL Championship de Estados Unidos.

## Trayectoria

### Inicios
Rivas jugó al Soccer universitario para los UNLV Rebels de la Universidad de Nevada, Las Vegas entre 2010 y 2013. Durante este periodo también jugó para los Kitsap Pumas de la USL PDL en 2014.

### Profesionalismo
Rivas fichó por los Tulsa Roughnecks de la USL para la temporada 2017, luego de jugar dos años en el Sacramento Republic.
El 5 de diciembre de 2019 fichó por el Saint Louis FC de la USL. y en diciembre de 2020 fichó por el FC Tulsa.
En junio de 2022, Rivas fichó por el Miami FC.

## Selección nacional
Debutó con la selección de El Salvador el 16 de noviembre de 2018 contra Bermudas en la clasificación para la Liga de Naciones Concacaf 2019-20.
Forma parte de la selección mayor de El Salvador en las eliminatorias rumbo a Catar 2022. 
En la Copa Oro 2021 fue el mayor goleador de la selección salvadoreña con 3 goles.

## Estadísticas
Actualizado al último partido disputado el 27 de octubre de 2024.
| Kitsap Pumas Estados Unidos                      | 4.ª           | 2014          | 13  | 6  | - | - | - | - | 13  | 6  |
| Kitsap Pumas Estados Unidos                      | Total club    | Total club    | 13  | 6  | 0 | 0 | 0 | 0 | 13  | 6  |
| Sacramento Republic Football Club Estados Unidos | 3.ª           | 2015          | 13  | 0  | - | - | - | - | 13  | 0  |
| Sacramento Republic Football Club Estados Unidos | 3.ª           | 2016          | 6   | 0  | 1 | 0 | - | - | 7   | 0  |
| Sacramento Republic Football Club Estados Unidos | Total club    | Total club    | 19  | 0  | 1 | 0 | 0 | 0 | 20  | 0  |
| Tulsa Roughnecks FC Estados Unidos               | 2.ª           | 2017          | 33  | 5  | 3 | 0 | - | - | 36  | 5  |
| Tulsa Roughnecks FC Estados Unidos               | 2.ª           | 2018          | 29  | 12 | 1 | 0 | - | - | 30  | 12 |
| Tulsa Roughnecks FC Estados Unidos               | Total club    | Total club    | 62  | 17 | 4 | 0 | 0 | 0 | 66  | 17 |
| Saint Louis Football Club Estados Unidos         | 2.ª           | 2019          | 6   | 1  | - | - | - | - | 6   | 1  |
| Saint Louis Football Club Estados Unidos         | 2.ª           | 2020          | 15  | 2  | - | - | - | - | 15  | 2  |
| Saint Louis Football Club Estados Unidos         | Total club    | Total club    | 21  | 3  | 0 | 0 | 0 | 0 | 21  | 3  |
| FC Tulsa Estados Unidos                          | 2.ª           | 2021          | 23  | 7  | - | - | - | - | 23  | 7  |
| FC Tulsa Estados Unidos                          | 2.ª           | 2022          | 10  | 2  | 2 | 0 | - | - | 12  | 2  |
| FC Tulsa Estados Unidos                          | Total club    | Total club    | 33  | 9  | 2 | 0 | 0 | 0 | 35  | 9  |
| Miami Football Club Estados Unidos               | 2.ª           | 2022          | 18  | 5  | - | - | - | - | 18  | 5  |
| Miami Football Club Estados Unidos               | 2.ª           | 2023          | 25  | 10 | 1 | 0 | - | - | 26  | 10 |
| Miami Football Club Estados Unidos               | Total club    | Total club    | 43  | 15 | 1 | 0 | 0 | 0 | 44  | 15 |
| El Paso Locomotive FC Estados Unidos             | 2.ª           | 2024          | 24  | 2  | 1 | 0 | - | - | 25  | 2  |
| El Paso Locomotive FC Estados Unidos             | Total club    | Total club    | 24  | 2  | 1 | 0 | 0 | 0 | 25  | 2  |
| Total carrera                                    | Total carrera | Total carrera | 215 | 53 | 9 | 0 | 0 | 0 | 224 | 53 |
| (1) Incluye datos de la US Open Cup              |               |               |     |    |   |   |   |   |     |    |

Universidad
| Club        | País           | Año         |
| ----------- | -------------- | ----------- |
| UNLV Rebels | Estados Unidos | 2010 - 2013 |

### Selección nacional
| Selección                                 | Año                 | Partidos | Goles |
| ----------------------------------------- | ------------------- | -------- | ----- |
| El Salvador                               |                     |          |       |
| 2018                                      | 2                   | 1        |       |
| 2019                                      | 3                   | 0        |       |
| 2020                                      | 1                   | 0        |       |
| 2021                                      | 18                  | 3        |       |
| 2022                                      | 8                   | 0        |       |
| 2023                                      | 2                   | 0        |       |
| 2024                                      | 1                   | 0        |       |
| Total en su carrera                       | Total en su carrera | 35       | 4     |
| Estadísticas hasta el 9 de junio de 2024. |                     |          |       |

## Participaciones internacionales

### Goles con la selección de El Salvador
| Gol | Fecha                   | Sede                                 | Oponente  | Marcador | Resultado | Competencia   |
| --- | ----------------------- | ------------------------------------ | --------- | -------- | --------- | ------------- |
| 1   | 20 de noviembre de 2018 | Estadio Cuscatlán, El Salvador       | Haití     | 1-0      | 1-0       | Amistoso      |
| 2   | 11 de julio de 2021     | Toyota Stadium, Texas                | Guatemala | 2-0      | 2-0       | Copa Oro 2021 |
| 3   | 24 de julio de 2021     | Estadio de la Universidad de Phoenix | Catar     | 3-1      | 3-2       | Copa Oro 2021 |
| 4   | 24 de julio de 2021     | Estadio de la Universidad de Phoenix | Catar     | 3-2      | 3-2       | Copa Oro 2021 |